# Agata Walczak-Niewiadomska
Agata Walczak-Niewiadomska (ur. 24 sierpnia 1977 w Ostrowie Wielkopolskim) – dr hab. nauk humanistycznych, profesor nadzwyczajny w Katedrze Informatologii i Bibliologii Uniwersytetu Łódzkiego.

## Życiorys
Absolwentka III Liceum Ogólnokształcącego im. Mikołaja Kopernika w Kaliszu. W 2001 r. uzyskała stopień magistra bibliotekoznawstwa i informacji naukowej, przyznany przez Wydział Filologiczny Uniwersytetu Łódzkiego na podstawie pracy „Magdalena Samozwaniec i jej twórczość: studium bio-bibliograficzne” (promotor prof. Janusz Dunin). W 2006 r. nadano jej stopień doktora nauk humanistycznych w zakresie bibliologii na Wydziale Filologicznym Uniwersytetu Wrocławskiego, na podstawie dysertacji „Księgozbiór i zamiłowania bibliofilskie księdza Jana Sobczyńskiego w świetle jego działań społecznych i kulturowych”. W 2020 roku uzyskała stopień doktora habilitowanego w dziedzinie nauk humanistycznych, w dyscyplinie bibliologia i informatologia na Uniwersytecie Mikołaja Kopernika w Toruniu, na podstawie m.in. monografii „Wczesna alfabetyzacja i jej miejsce w działalności bibliotek publicznych”.
Pracę zawodową rozpoczęła jako bibliotekarz na Uniwersytecie Adama Mickiewicza w Poznaniu (Wydział Pedagogiczno-Artystyczny w Kaliszu), a od 2002 roku jest związana z Uniwersytetem Łódzkim. Jej zainteresowania badawcze koncentrują się na takich obszarach jak: biblioteki dla dzieci, usługi biblioteczne dla najmłodszych, wczesna alfabetyzacja oraz biografistyka. Od 2006 r. jest adiunktem na Uniwersytecie Łódzkim, a od 2024 r. pełni funkcję profesora nadzwyczajnego. Jest zastępcą redaktora naczelnego czasopisma „Acta Universitatis Lodziensis. Folia Librorum” oraz koordynuje współpracę z zagranicą w ramach programu ERASMUS+ w Katedrze Informatologii i Bibliologii UŁ. Od 2006 r. związana z Pracownią „Słownika pracowników książki polskiej” jako jej sekretarz, następnie kierownik (2016–2022). Autorka biogramów tegoż słownika. Otrzymała cztery nagrody Rektora UŁ oraz nagrodę Dziekana Wydziału Filologicznego za wyróżniającą się działalność organizacyjną i dydaktyczną.
Agata Walczak-Niewiadomska działa również w Kaliskim Towarzystwie Przyjaciół Nauk.

## Wybrane publikacje
| Rok  | Tytuł | Autorzy                                                       |
| ---- | --- | ------------------------------------------------------------- |
| 2019 | Wczesna alfabetyzacja i jej miejsce w działalności bibliotek publicznych | Agata Walczak-Niewiadomska                                    |
| 2019 | Biblioteka aktywnie promująca książkę dziecięcą | Agata Walczak-Niewiadomska                                    |
| 2019 | Kultura czytelnicza młodego pokolenia | Agata Walczak-Niewiadomska                                    |
| 2020 | Historia bibliotek publicznych dla dzieci (do 1914 roku) | Agata Walczak-Niewiadomska                                    |
| 2021 | Spis prac licencjackich, magisterskich i habilitacyjnych z zakresu nauki o książce, informacji naukowej i czasopiśmiennictwa wykonanych w Uniwersytecie Łódzkim w latach 2016–2020 | Agata Walczak-Niewiadomska                                    |
| 2021 | Biblioteki publiczne dla dzieci w ujęciu architektonicznym | Agata Walczak-Niewiadomska                                    |
| 2021 | Public libraries for children in architectural terms | Agata Walczak-Niewiadomska                                    |
| 2022 | Ludzie na łamach „Gazety Kaliskiej”–przyczynek do badań biograficznych Kalisza i regionu                                                                                           | Agata Walczak-Niewiadomska                                    |
| 2022 | Brokerstwo informacyjne w Polsce–przegląd publikacji z lat 2013–2021 | Agata Walczak-Niewiadomska                                    |
| 2022 | Kronika kościelna Kalisza | Jan Sobczyński, Agata Walczak-Niewiadomska, Krzysztof Walczak |
| 2023 | The education of librarians working with children aged 0-5 and their families in Poland                                                                                            | Agata Walczak-Niewiadomska                                    |
| 2024 | Izbica Kujawska na łamach „Gazety Kaliskiej” w latach 1893-1899–miejsca, wydarzenia, ludzie                                                                                        | Agata Walczak-Niewiadomska                                    |
| 2024 | Ilustracje w polskich książkach dla dzieci poświęconych niepełnosprawności–analiza wybranych przykładów z lat 2018–2022                                                            | Mariya Diassakoula, Agata Walczak-Niewiadomska                |